# Chronologie
Chronologie — восьмой студийный альбом французского композитора Жан-Мишеля Жарра, вышедший в 1993 году.

## Об альбоме
На написание альбома Жарра вдохновила книга Стивена Хокинга «Краткая история времени». Выдержан в стилях нью-эйдж, синтипоп, прогрессив-рок. Тема боя часов, а также композиции «Chronologie 4» и «Chronologie 5» были сочинены в 1992 году для швейцарской часовой компании Swatch. Наброски этих композиций можно было услышать на концертах в честь достижения компанией рубежа в 100 миллионов проданных часов, прошедших 25 и 26 сентября 1992 года в местечке Церматт на юге Швейцарии.
В «Chronologie 6» Жан-Мишель Жарр впервые сыграл на аккордеоне.
Ритмическая основа для «Chronologie 2» позаимствована с одной из ранних композиций Жарра - «Erosmachine».
В конце 8-го трека слышен обратный отсчёт, который также использовался в качестве отсчёта к началу представления в туре Europe in concert.

## Chronologie на телевидении
- Отдельные треки использовались на телевидении в качестве музыкального оформления телезаставок. Так «Chronologie 2» и «Chronologie 4» использовались в программе «Документы и судьбы» на Первом канале (тогда - телевидение «Останкино»). Также Первый канал использовал «Chronologie 6» в анонсе ближайших телепередач. «Chronologie 8» использовалась в качестве музыкального сопровождения телезаставки к чемпионату мира по хоккею 1994 года в Италии. «Chronologie 2» также использовался в телезаставке ВГТРК к видеоряду о Формуле 1.

## Список композиций
1. «Chronologie (Part 1)» — 10:51
2. «Chronologie (Part 2)» — 6:04
3. «Chronologie (Part 3)» — 4:00
4. «Chronologie (Part 4)» — 4:00
5. «Chronologie (Part 5)» — 5:31
6. «Chronologie (Part 6)» — 3:45
7. «Chronologie (Part 7)» — 2:17
8. «Chronologie (Part 8)» — 5:30

## Музыканты, принимавшие участие в записи
- Жан-Мишель Жарр — синтезаторы;
- Доминик Перрье — синтезаторы;
- Франсис Римбер — синтезаторы;
- Мишель Жейс — дополнительные клавишные;
- Патрик Ронда — гитара (3, 7, 8).

### Технические характеристики
- Записано и сведено на Croissy studio Жаном-Мишелем Жарром и Мишелем Жейсом.
- Обложка альбома: Мишель Гранже
- Технический ассистент: Патрик Пеламур